# 1269 в Україні

## Пам'ятні дати та ювілеї
- 325 з часу початку походу київського князя Ігора І Рюриковича на Константинополь та укладення Русько-візантійського мирного договору з імператором Романом I Лакапіном у 944 році за яким руським купцям дозволялось безмитно торгувати в Царгороді за зобов'язання захисту візантійських володінь у Криму;
- 300 років з часу початку другого Балканського походу київського князя Святослава у 969 році.
- 250 років з початку правління Ярослава Мудрого, Великого князя Київської  Русі у 1019 році.
- 175 років з часу у 1094 році:
  - захоплення  Олегом Святославичем з підтримкою половців Чернігова. Він розплатився зі своїми половецькими союзниками, віддавши їм Тмутороканське князівство, яке надалі в літописах не згадується.
- укладення миру Великим князем київським Святополком II Ізяславичем миру з половцями. Він узяв у дружини дочку Тугоркана, хана половецького;
- 125 років з часу у 1144 році:
  - створення Галицького князівства та перенесення князем Володимирком столиці до Галича. У місті спалахнуло повстання проти його правління, яке Володимирко придушив.
  - створення Галицького (Крилоського) Євангелія — однієї з найдавніших книжних пам'яток Київської Русі;
- 00 років з часу захоплення й розорення Києва об'єднаним військом 12 руських князів, очолюваним Андрієм Боголюбським у 1169 році.
- 75 років з часу переходу київського престолу перейшов до Рюрика Ростиславича після смерті Святослава Всеволодовича у 1194 році.;
- 25 років з часу перемоги Данила Галицького біля Мостищ над військом Ростислава Михайловича, претендента на галицький престол у 1244 році.

## Події
- після смерті Шварна Даниловича Королівство Руське очолив Лев Данилович.

## Особи

### Призначено, звільнено
- початок правління князя Володимира Васильковича (сина Василька Романовича, брата Данила Галицького) на Волині.
- початок одноосібного правління галицького князя Лева I Даниловича (молодшого сина короля Данила Романовича та Анни Мстиславни.

### Народились
- 5 вересня — Агнеса Чеська Пшемислівна — свята Агнеса Чеська, австрійська герцогиня, донька короля Чехії Пшемисла ІІ Оттокара і Кунегунди Галицької, онука галицького князя, бана Мачви і Славонії Ростислава Михайловича.

### Померли
- Шварно Данилович — князь Холмський та Белзький (з 1264) і Великий князь Литовський (1267—1269), молодший син короля Данила Романовича та Анни Мстиславни. Співправитель короля Лева I Даниловича (1264—1269) (народився близько 1230 року).
- Василько Романович Рюрик — князь Володимирський (1264—1269 рр.), король Русі (1264—1269 рр.), син Романа Великого (народився 1203 року).